# 沃洛讷
沃洛讷（法語：Volonne，法語發音：[vɔlɔn]）是法国上普罗旺斯阿尔卑斯省的一个市镇，属于迪涅莱班区

## 地理
沃洛讷（44°6'39"N, 6°0'52"E）面积24.61 平方千米，位于法国普罗旺斯-阿尔卑斯-蓝色海岸大区上普罗旺斯阿尔卑斯省，该省份为法国东南部内陆省份，北起上阿尔卑斯省，西接沃克吕兹省，西北接德龙省，南至瓦尔省，东临滨海阿尔卑斯省，东北部与意大利接壤。
与沃洛讷接壤的市镇（或旧市镇、城区）包括：欧比尼奥斯克、巴拉斯、阿尔努堡-圣欧邦、莱斯卡勒、萨利尼亚克、苏里布、托阿尔。

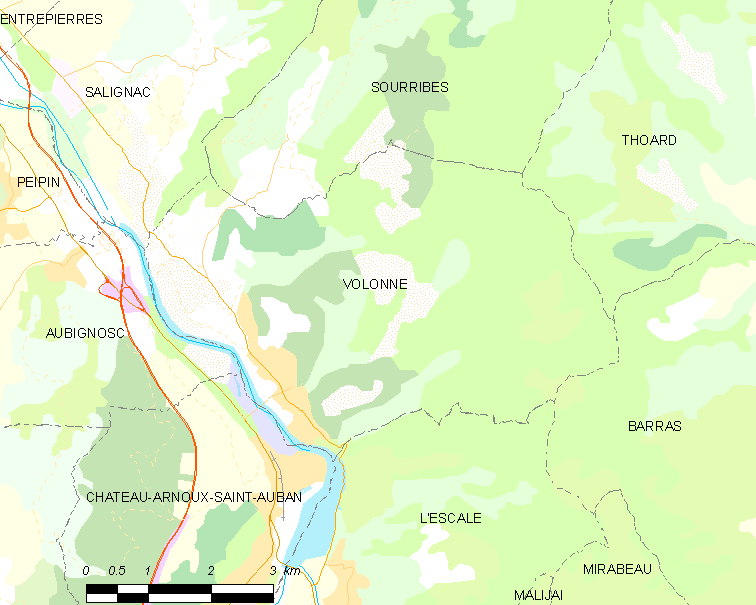
沃洛讷的OSM定位图

沃洛讷的时区为UTC+01:00、UTC+02:00（夏令时）。

## 行政
沃洛讷的邮政编码为04290，INSEE市镇编码为04244。

## 政治
沃洛讷所属的省级选区为阿尔努堡-圣欧邦县。

## 人口

1962-2008年间沃洛讷人口变化图示

沃洛讷于2022年1月1日时的人口数量为1637人。